# Rostryggig springhöna
Rostryggig springhöna (Turnix castanotus) är en fågel i familjen springhöns inom ordningen vadarfåglar.

## Utbredning och systematik
Fågeln förekommer lokalt i kustnära norra Australien och på öar därutanför. Den behandlas som monotypisk, det vill säga att den inte delas in i några underarter.

## Status
Rostryggig springhöna har ett begränsat utbredningsområde och ett stabilt bestånd bestående av cirka 50 000 vuxna individer. IUCN kategoriserar arten som livskraftig.